# 赤壁木
赤壁木（学名：Decumaria sinensis）为虎耳草科赤壁木属下的一个种。其种加词“sinensis”意为“中华的”。
现接受名为Hydrangea obtusifolia (Hu) Y.De Smet & C.Granados, 2015。